# INAC Kōbe Leonessa
Der International Athletic Club Kōbe Leonessa ist ein japanischer Frauenfußballverein aus Kōbe.

## Geschichte
INAC Kōbe Leonessa gründete sich 2001 und erreichte nach mehreren Aufstiegen in Folge 2006 die höchste Spielklasse der Nihon Joshi Soccer League. 2008 wurde die Mannschaft dort hinter Doublesieger NTV Beleza Vizemeister, der auch das Endspiel im Kaiserinnenpokal für sich entschied.
2010 gewann INAC Kōbe Leonessa den ersten nationalen Titel, im Endspiel um den Kaiserinnenpokal wurde die Frauenmannschaft der Urawa Red Diamonds im Elfmeterschießen besiegt. Dies war der Startschuss für eine goldene Ära, in den beiden folgenden Spielzeiten gewann die Mannschaft jeweils das Double aus Meisterschaft und Landespokal und in der Spielzeit 2013 mit dem zusätzlichen Gewinn des Ligapokals das nationale Triple. Parallel gelang der erste internationale Titel, als die Mannschaft in Ermangelung einer FIFA-Frauen-Klub-Weltmeisterschaft eine vom japanischen Verband ausgerichtete Klub-Weltmeisterschaft mit einem Endspielerfolg über Chelsea FC Women gewann.
Während anschließend die Urawa Reds Ladies und Nippon TV Beleza wieder die Meisterschaft dominierten, gewann INAC Kōbe Leonessa 2015 und 2016 erneut den Kaiserinnenpokal. Daneben wurde sie mehrfach Vizemeisterin, zudem folgten weitere Finaleinzüge in Landes- und Ligapokal, ohne jedoch erneut den Titel zu gewinnen.
Zur Spielzeit 2021/22 wurde die WE League als neue Profispielklasse eingeführt, mit 16 Siegen aus 20 Ligaspielen wurde INAC Kōbe Leonessa dort erster Meister.

## Erfolge
- Japanische Meisterschaft (4): 2011, 2012, 2013, 2021/22
- Kaiserinnenpokal (6): 2010, 2011, 2012, 2013, 2015, 2016
- Ligapokal (1): 2013